# 8123 Canaletto
A 8123 Canaletto (ideiglenes jelöléssel 3138 T-1) a Naprendszer kisbolygóövében található aszteroida. Cornelis Johannes van Houten, Ingrid van Houten-Groeneveld és Tom Gehrels fedezte fel 1971. március 26-án.